# Восточный феб
Восточный феб (лат. Sayornis phoebe) — вид птиц из рода фебов. Имя дано из-за звука, который они издают, — «фи-би».

## Описание
Достигает размера 18 см. Серая птица с тёмными крыльями, со светлым, оливково-зелёным животом и тёмным клювом. Самка и молодые особи выглядят так же, как самцы, только самцы чуть больше самок. Рекордная продолжительность жизни у этого вида — 10 лет и 4 месяца.

## Размножение
2 выводка за год. Инкубация длится 15—16 дней. Насиживает только самка. Оперяется в 15—16 дней. Птенцов кормят и самец и самка.

### Описание гнезда
В форме чашки; строит самка. Гнездо строится под домами, мостами и водопропускными трубами; создаётся из грязи, травы и мха, также встречаются волоски, и иногда перья.

## Ареал
Гнездится в северных и восточных районах США, перелетают в более южные штаты или Мексику на зимовку. Живёт в лесах и парках, часто недалеко от воды. Два раза в 1987 году наблюдались в Великобритании.

## Питание
Питается насекомыми, а иногда и ягодами